# Choam Khsant
Choam Khsant är ett distrikt i Kambodja.   Det ligger i provinsen Preah Vihear, i den centrala delen av landet, 290 km norr om huvudstaden Phnom Penh.